# Ложь победителей
«Ложь победителей» (нем.: Die Lügen der Sieger) — немецкий фильм 2014 года режиссёра Кристофа Хоххауслера.

## Сюжет
Журналист берлинского таблойда Фабиан Гройс и его стажёрка Надя, расследуя нелепую смерть человека в зоопарке, узнают, что он был рабочим компании по утилизации отходов Kuros, и выясняют, что он на протяжении долгого времени подвергался на предприятии воздействию токсичных веществ. Вскоре погибает второй рабочий, известно, что он испытывал проблемы со здоровьем.
Расследованию мешает Берлинское агентство по связям с общественностью, журналист получает информацию, что компания Kuros наняла это пиар-агентство, чтобы лоббировать интересы в правительстве Германии, и лоббисты, почему-то через высокопоставленных сотрудников Бундесвера, выходят на министра Дельбрюка, отвечающего за экологию, и тот продвигает законопроект о снижении требований к контролю вредных производств.
В то же время некто передаёт им медицинскую карту одного из работников, а затем Журналисты узнают некие подробности во время встречи с вдовой одного из двух работников — выясняют, что оба работник Kuros ранее служили в Бундесвере и принимали участие в войне в Афганистане.
Журналисты подозревают, что Бундесвер искажает статистику фактам возврата из Афганистана солдат с полученными там психическими расстройствами и использует компанию Kuros для того, чтобы незаметно заставить вернувшихся инвалидами солдат быстрее умереть, работая на токсичном производстве.

Фабиан Гройс не может быть героем. Времена, когда репортеры освещали политические скандалы и тем самым спасали демократию — как в классическом фильме 1976 года «Вся президентская рать» — здесь давно прошли. Слишком загромождено и фрагментировано политическое пространство, слишком неясны мотивы действующих лиц, слишком много неизвестных в игре. «Ложь победителей» — это триллер о лоббистах и мошенниках, которые действуют глубоко скрытно в зарослях берлинских медиа и политических джунглей.— Der Spiegel, 2015

## В ролях

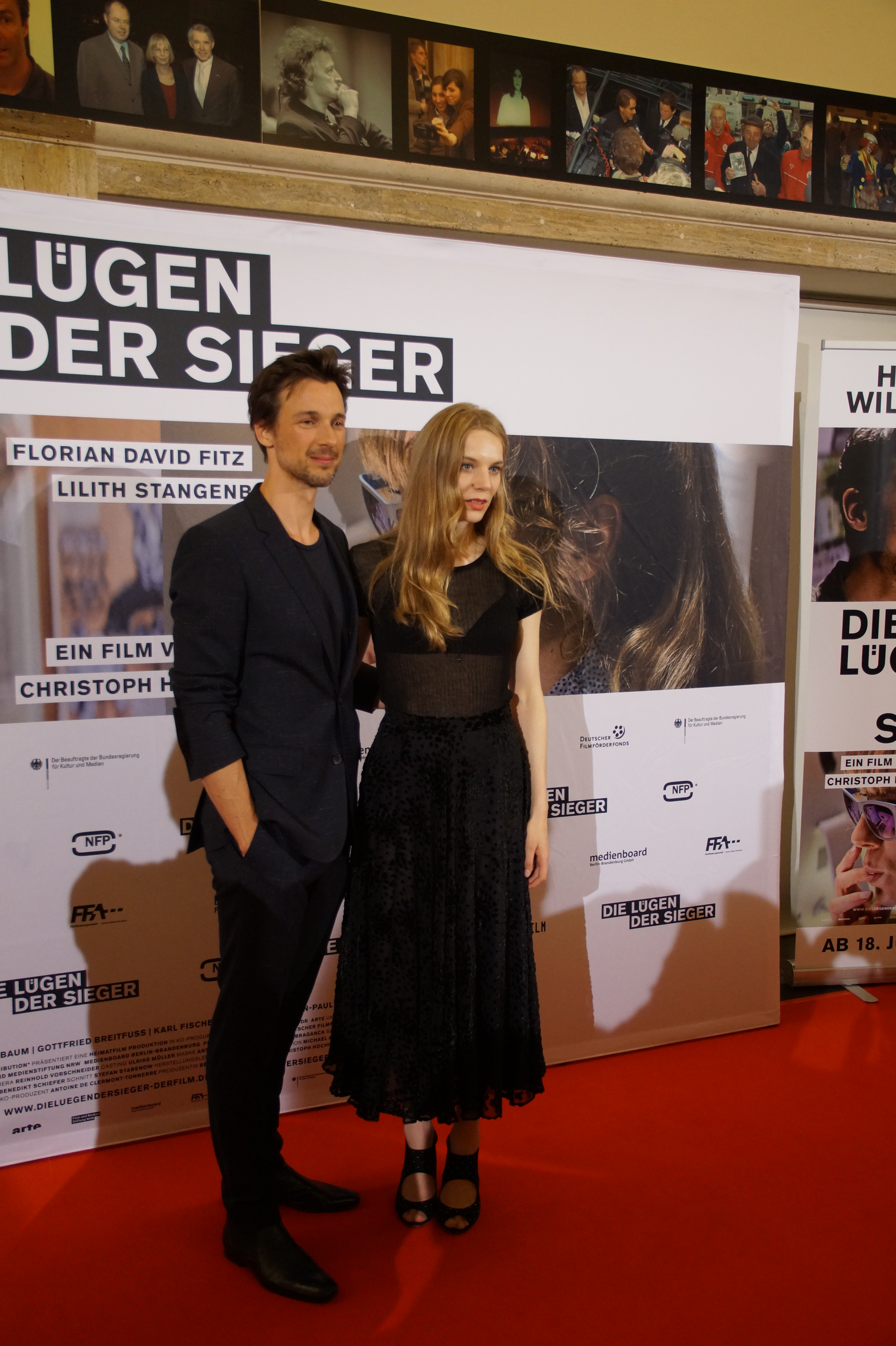
исполнители главных ролей Флориан Дэвид Фитц и Лилит Штангенберг на премьере фильма

- Флориан Дэвид Фитц — Фабиан Гройс
- Лилит Штангенберг — Надя
- Хорст Коттерба — Ханнес Хубах
- Давид Буннерс — Халмер
- Тило Вернер — Джокер
- Арвед Бирнбаум — Бюлер
- Урсина Ларди — Коринна фон Мэй
- Готфрид Брайтфусс — Найли
- Беттина Хоппе — фрау Рангель
- Ирина Потапенко — фрау Кодольски
- Карл Фишер — Делльбрюк
- Даниэль Дрюс — сотрудник «Kuros»
- Хуберт Бурчек — человек в метро
- Майя Боте — Моника Карен
- Питер Бартельс — Штунт

## Критика
Фильм получил положительные оценки за техническую сторону съёмок, однако, раскритикован как малосодержательный непритязательный триллер для широкой аудитории.
Журнал «Der Spiegel» похвалил фильм за «потрясающе красивые визуальные эффекты», газета «Die Zeit» отметила работу оператора Райнхольда Форшнайдера и «ритмический монтаж»
При этом журнал «Der Spiegel» отметил, что режиссёр лишь минимально заинтересован в реалистичном воспроизведении повседневной жизни журналистов, гангстерских сделок и политических событий в Германии: «это фильм баснописца, а не документалиста», газета «Die Zeit» раскритиковала образы главных героев как «пустые» и «стереотипные» ь а кинокритик Оливер Кавер в рецензии в «Spiegel» заметил, что этот фильм — шаг назад для режиссёра Хоххауслера, который с после него «навсегда покидает задний двор Берлинской школы и отправляется на поиски широкой аудитории».
Фильм оказался провальным в прокате, при бюджете оцениваемом в районе 1,5 млн долларов собрал лишь немногим больше 200 тыс. долларов.

## Фестивали
- 2016 — кинопремия «Юпитер» — номинация в категории «Лучший германский актёр» (Флориан Дэвид Фитц)

## Рецензии
- Oliver Kaever — Der beste deutsche Polit-Thriller seit Jahren // Der Spiegel, 17.06.2015
- Jordan Mintzer — The Lies of the Victors: Rome Review // The Hollywood Reporter, 18.10.2014